# Jamie Harris
Jamie Harris (* 15. Mai 1963 in England, Großbritannien; eigentlich Tudor St. John Harris) ist ein britischer Schauspieler.

## Leben und Leistungen
Er ist der dritte Sohn von Elizabeth Rees und des Schauspielers Richard Harris. Seine älteren Brüder sind der Regisseur und Drehbuchautor Damian Harris (* 1958) und der Schauspieler Jared Harris (* 1961), der mit der Schauspielerin Emilia Fox verheiratet war. Mit elf Jahren wirkte Harris gemeinsam mit seinen Brüdern an I, in the membership of my days mit, einem Album seines Vaters mit Gedichten und Liedern. Jamie Harris’ Stiefvater war der britische Schauspieler Rex Harrison, mit dem die Mutter in zweiter Ehe verheiratet war.
Zu Beginn seiner Berufslaufbahn hatte Harris eine Nebenrolle im Film Im Namen des Vaters (1993), der für sieben Oscars nominiert wurde und in dem Daniel Day-Lewis, Emma Thompson und der Regisseur Jim Sheridan mitwirkten. In einer größeren Rolle ist Harris in der Komödie Wie kommt man schnell ans große Geld? (Savage Hearts) (1997) zu sehen, in dem auch sein Vater und Maryam d’Abo mitspielten. In einer Folge der dritten Staffel der dramatischen Fernsehserie Nikita verkörperte er in einer Gastrolle den Agenten Zalman, der zeitweise Michael, dargestellt von Roy Dupuis, ersetzte. Weitere Nebenrollen hatte Harris in der Filmkomödie Dinner Rush (2000) mit Danny Aiello, im Kurzfilm Chosen (2001) von Regisseur Ang Lee und im Fantasyfilm Lemony Snicket – Rätselhafte Ereignisse (2004) mit Jim Carrey und Meryl Streep. Es folgte der Abenteuerfilm The New World (2005), der eine Oscar-Nominierung bekam und in dem Colin Farrell und Christopher Plummer unter der Regie von Terrence Malick mitwirkten. Eine weitere Nebenrolle stellte Harris im zweimal Oscar-nominierten historischen Thriller Prestige – Die Meister der Magie (2006) mit Hugh Jackman von Regisseur Christopher Nolan dar. 2014 und 2015 war Harris wiederkehrend in der zweiten Staffel von Marvel’s Agents of S.H.I.E.L.D. als Inhuman Gordon zu sehen.

## Filmografie (Auswahl)
- 1993: Im Namen des Vaters (In the Name of the Father)
- 1994: Prinzessin Caraboo (Princess Caraboo)
- 1996: Highlander (Fernsehserie, Folge 4.16 Jagd nach dem Juwel)
- 1997: Wie kommt man schnell ans große Geld? (Savage Hearts)
- 1997: Touch me – Kampf gegen die Zeit (Touch Me)
- 1997: Kleine Engel, kleine Haie (Marie Baie des Anges)
- 1998: Suicide, the Comedy
- 1999: Tide (Kurzfilm)
- 1999: Der Zorn des Jägers (The Lost Son)
- 1999: Made Men
- 1999: Nikita (La Femme Nikita, Fernsehserie, Folge 3.13 Jenseits der Grenzen)
- 2000: Fast Food Fast Women
- 2000: Speed for Thespians  (Kurzfilm)
- 2000: Dinner Rush (Dinner Rush)
- 2001: Subterrain
- 2001: Chosen
- 2001: The Big Heist (Fernsehfilm)
- 2001: Made
- 2001: The Next Big Thing
- 2001: Zwischen allen Linien – Das verlorene Bataillon (The Lost Battalion, Fernsehfilm)
- 2002: Nancy & Frank – A Manhattan Love Story
- 2003: Rick
- 2004: Lemony Snicket – Rätselhafte Ereignisse (Lemony Snicket's A Series of Unfortunate Events)
- 2005: The New World
- 2006: I Believe in America
- 2006: Flannel Pajamas
- 2006: 508 Nelson
- 2006: Prestige – Die Meister der Magie (The Prestige)
- 2008: Life (Fernsehserie, Folge 2.09 Cop-Groupies)
- 2009: Crank 2: High Voltage (Crank: High Voltage)
- 2010: Mr. Nice
- 2011: The Mentalist (Fernsehserie, 1 Folge)
- 2011: The Green Hornet
- 2011: Planet der Affen: Prevolution (Rise of the Planet of the Apes)
- 2013: Magic City (Fernsehserie, 5 Folgen)
- 2014: Castle (Fernsehserie, Folge 6.11 In der Flammenhölle)
- 2014–2015: Marvel’s Agents of S.H.I.E.L.D. (Fernsehserie, 11 Folgen)
- 2014–2015: TURN (Fernsehserie, 8 Folgen)
- 2015: Knight of Cups
- 2017: Making History (Fernsehserie, Folge 1.02)
- 2017: Shameless (Fernsehserie, Folgen 8.02, 8.03)
- 2018: Take Two (Fernsehserie, Folge 1.09)
- 2019: Lost Transmissions
- 2019–2023: Carnival Row (Fernsehserie)
- 2021: West Side Story
- 2023: Brave the Dark